# Iwan Schmuratko
Iwan Oleksijowytsch Schmuratko (ukrainisch Іван Олексійович Шмуратко; * 21. Dezember 2001 in Kiew) ist ein ukrainischer Eiskunstläufer, der im Einzellauf antritt. Er ist viermaliger Ukrainischer Meister und vertrat die Ukraine bei den Olympischen Winterspielen 2022.

## Persönliches
Iwan Schmuratko ist der Sohn von Alexei und Viktoria Shmuratko. Er hat einen Bruder namens Ilia. Schmuratko studiert an der Nationalen Sporthochschule der Ukraine und strebt an, Trainer zu werden. Zusammen mit seinem Trainingskollegen Andrij Kokura betreibt er den Videopodcast The Scores Please, der für sich beansprucht, der erste Podcast über Eiskunstlauf aus der Ukraine zu sein.
Nach den Angriffen der russischen Armee auf Kiew im Februar 2022 konnten seine Mutter und sein Bruder fliehen und kamen in München unter. Sein Vater musste in Kiew bleiben. Er selbst erhielt eine Ausnahmegenehmigung, um nach Montpellier zu reisen und dort die Ukraine bei den Eiskunstlauf-Weltmeisterschaften zu vertreten. Nach den Weltmeisterschaften gab er bekannt, er werden bis auf Weiteres nicht in die Ukraine zurückkehren. Er wolle in einem europäischen Land weiter trainieren und sein Land aus dem Ausland unterstützen. Seit Mai 2022 trainiert er im Eissportzentrum Oberstdorf.

## Sportliche Karriere

### Anfänge im Eiskunstlauf
Iwan Schmuratko begann 2006 im Alter von fünf Jahren mit dem Eiskunstlauf. Er trainierte zuerst bei Vera Volpova, inzwischen trainiert er in Kiew bei Marina Amirkhanova zusammen mit anderen Mitgliedern des ukrainischen Nationalteams.
Schmuratko nahm viermal an den Ukrainischen Juniorenmeisterschaften teil, wo er zwei Bronzemedaillen und eine Silbermedaille gewann. 2016 nahm er an den Olympischen Jugend-Winterspielen teil. Im individuellen Wettbewerb belegte er den 12. Platz. Im gemischten Teamwettbewerb bildete er ein Team mit Diāna Ņikitina aus Lettland, Anna Dušková/Martin Bidař aus Tschechien und Julia Wagret/Mathieu Couyras aus Frankreich. Sie gewannen gemeinsam die Silbermedaille.

### 2016 bis 2022
In der Saison 2015/16 nahm Schmuratko erstmals an den Ukrainischen Meisterschaften der Erwachsenen teil und belegte den 4. Platz. In den folgenden beiden Jahren gewann er jeweils die Bronzemedaille, in den Jahren darauf viermal in Folge die Goldmedaille. 2019 wurde Schmuratko 22. bei den Europameisterschaften und 29. bei seinen ersten Weltmeisterschaften. 2020 war er erneut für die Weltmeisterschaften qualifiziert, die aber aufgrund der COVID-19-Pandemie abgesagt wurden. 2021 erreichte Schmuratko bei den Weltmeisterschaften den 21. Platz. Bei den Europameisterschaften 2022 belegte er den 12. Platz.

### Olympische Spiele und Weltmeisterschaften 2022
2022 vertrat Schmuratko die Ukraine bei den Olympischen Winterspielen 2022 in Beijing. Aufgrund einer COVID-19-Infektion verpasste er den Teamwettbewerb, konnte aber am individuellen Wettbewerb teilnehmen. Er belegte im Kurzprogramm den 22. Platz und konnte sich damit für die Kür qualifizieren. Insgesamt erreichte er den 24. Platz.
An den Weltmeisterschaften 2022 in Montpellier konnte Schmuratko nur mit Mühe teilnehmen. Seit dem russischen Überfall auf die Ukraine im Februar 2022 hatte er keine Möglichkeit mehr zu trainieren und musste eine Ausnahmegenehmigung einholen, um das Land verlassen zu dürfen. Seine Reise nach Montpellier dauerte drei Tage. Seine Trainerin Marina Amirkhanova konnte nicht anreisen. Ihre Aufgaben vor Ort übernahm für Schmuratko das ukrainische Eistanz-Paar Oleksandra Nasarowa und Maksym Nikitin. Im Wettbewerb trat Schmuratko nicht in seinem Kostüm an, sondern – wie auch Nasarowa und Nikitin – in einem schlichten Trainings-T-Shirt mit einem Herz in den ukrainischen Farben. Sein Kurzprogramm zu Charles Aznavours Une vie d’amour und seine Kür zu Nuvole bianche von Ludovico Einaudi wurden von großem Applaus begleitet und er erhielt stehende Ovationen. Schmuratkos Auftritt wurde in den Medien vielfach als der bewegendste Moment des Wettbewerbs bezeichnet. Er belegte in der Gesamtwertung den 23. Platz.
Nach den Weltmeisterschaften nahm zunächst der ukrainisch-französische Paarläufer Denys Strekalin Iwan Schmuratko bei sich auf. Um näher bei seiner Mutter und seinem Bruder zu sein, die nach München geflohen waren, zog Schmuratko bald darauf ebenfalls nach Deutschland. Er trainiert seit Mai im Eissportzentrum Oberstdorf bei Michael Huth und Robert Dierking in Zusammenarbeit mit Marina Amirkhanova, die inzwischen in Tallinn lebt. Eine polnische Stiftung unterstützt sein Training, da dem ukrainischen Eislaufverband die Mittel fehlen.

## Ergebnisse
| Meisterschaft / Saison               | 2014/15 | 2015/16 | 2016/17 | 2017/18 | 2018/19 | 2019/20 | 2020/21 | 2021/22 | 2022/23 |
| ------------------------------------ | ------- | ------- | ------- | ------- | ------- | ------- | ------- | ------- | ------- |
| Olympische Winterspiele              |         |         |         |         |         |         |         | 24.     |         |
| Weltmeisterschaften                  |         |         |         |         | 29.     | –       | 21.     | 23.     |         |
| Europameisterschaften                |         |         |         |         | 22.     | WD      |         | 12.     |         |
| Ukrainische Meisterschaften          |         | 4.      | 3.      | 3.      | 1.      | 1.      | 1.      | 1.      |         |
| Challenger-Serie + Sonstige / Saison | 2014/15 | 2015/16 | 2016/17 | 2017/18 | 2018/19 | 2019/20 | 2020/21 | 2021/22 | 2022/23 |
| Budapest Trophy                      |         |         |         |         |         |         | 6.      | 4.      |         |
| Denis Ten Memorial Challenge         |         |         |         |         |         |         |         | 5.      |         |
| Nebelhorn Trophy                     |         |         |         |         |         |         | 12.     |         | 7.      |
| Warsaw Cup                           |         |         |         |         |         |         |         | 17.     |         |
| Bosphorus Cup                        |         |         |         |         | 2.      |         |         |         |         |
| Volvo Open Cup                       |         |         |         |         | 3.      |         |         |         |         |
| Halloween Cup                        |         |         |         |         |         | 2.      |         |         |         |
| Juniorenwettbewerb / Saison          | 2014/15 | 2015/16 | 2016/17 | 2017/18 | 2018/19 | 2019/20 | 2020/21 | 2021/22 | 2022/23 |
| Olympische Jugend-Winterspiele       |         | 14.     |         |         |         |         |         |         |         |
| Juniorenweltmeisterschaften          |         |         |         | 28.     | 16.     | 15.     |         |         |         |
| Ukrainische Juniorenmeisterschaften  | 3.      | 4.      | 3.      | 2.      |         |         |         |         |         |
| Junior Grand Prix Österreich         |         |         |         | 15.     |         |         |         |         |         |
| Junior Grand Prix Armenien           |         |         |         |         | 7.      |         |         |         |         |
| Junior Grand Prix Italien            |         |         |         |         |         | 3.      |         |         |         |
| Junior Grand Prix Litauen            |         |         |         |         | 10.     |         |         |         |         |
| Junior Grand Prix Polen              |         |         |         | 15.     |         | 7.      |         |         |         |
| Ice Star                             |         | 1.      |         |         |         |         |         |         |         |
| Santa Claus Cup                      |         | 2.      |         |         |         |         |         |         |         |